# Östbjörka (musikalbum)
Östbjörka är ett musikalbum av Lisa Rydberg, utgivet 2003 av skivbolaget Gazell Records. På skivan förekommer uteslutande låtar från Dalarna och gästmusiker, bland annat Pers Hans, Björn Ståbi, Emma Härdelin, Sofia Karlsson och Jonas Knutsson.

## Låtlista
1. "Höstpolska" (Pers Hans) – 2:26
  - Pers Hans & Lisa Rydberg
2. "Mass Hans Daln" (Trad. e. Lassas Hans) – 2:36
  - Anders Bjernulf & Lisa Rydberg
3. "Hinders Jerks polska" (Trad. e. Pers Olle) – 2:59
  - Jonas Knutsson & Lisa Rydberg
4. "Östbjörkavisa" (Trad. – textbearbetning: Britt G. Hallqvist) – 2:59
  - Emma Härdelin & Lisa Rydberg
5. "På väg till timmerhuggning" (Trad. e. Göras Anders) – 2:44
  - Leif Göras & Lisa Rydberg
6. "Till Östbjörka" (Lisa Rydberg) – 2:22
  - Lisa Rydberg
7. "Rappalrönningen" (Pål Olle) – 2:46
  - Björn Ståbi & Lisa Rydberg
8. "Till himmelen dit längtar jag" (Trad. från Rättvik – textbearbetning: Britt G. Hallqvist) – 3:29
  - Sofia Karlsson, Lisa Rydberg & Ylvali Zilliacus
9. "Låt till Far" (Pers Erik) – 3:29
  - Jonas Knutsson & Lisa Rydberg
10. "Anna-Britts 40årspolska" (Pers Hans) – 3:44
  - Pers Hans
11. "Friska tag" (Pers Erik) – 1:50
  - Pers Hans & Lisa Rydberg
12. "Jag unnar dig ändå allt gott" (Trad. från Dalarna) – 3:12
  - Emma Härdelin & Lisa Rydberg
13. "Tandvärken" (Pål Olle) – 2:28
  - Björn Ståbi & Lisa Rydberg
14. "Polska" (Trad. e. Pers Olle) – 2:27
  - Pers Hans & Lisa Rydberg
15. "Polska" (Trad. e. Göras Anders) – 2:00
  - Leif Göras & Lisa Rydberg
16. "Pers Eriks 70årspolska" (Pers Erik) – 2:49
  - Pers Hans & Lisa Rydberg
17. "Ransjöpigorna" (Trad. e. Lassas Hans) – 1:39
  - Anders Bjernulf & Lisa Rydberg
18. "Polska" (Trad. e. Pers Olle) – 3.12
  - Jonas Knutsson & Lisa Rydberg

Total tid: 49:23

## Medverkande
- Lisa Rydberg
- Pers Hans
- Leif Göras
- Björn Ståbi
- Anders Bjernulf
- Jonas Knutsson
- Emma Härdelin
- Sofia Karlsson
- Ylvali Zilliacus